# Chorisoneura fulva
Chorisoneura fulva är en kackerlacksart som beskrevs av Rocha e Silva och Aguiar 1977. Chorisoneura fulva ingår i släktet Chorisoneura och familjen småkackerlackor. Inga underarter finns listade i Catalogue of Life.